# Dodge-terv
A Dodge-terv egy pénzügyi és monetáris megegyezés volt az Amerikai Egyesült Államok és Japán között. A terv célja Japán gazdasági stabilitásának és önállóságának elérése volt a második világháborút követő pusztítás után. A terv elnevezését Joseph Dodge után kapta, aki amerikai részről ratifikálta a megegyezést 1949. március 7-én.
A Dodge-terv ajánlásai:
- A költségvetés egyensúlyának helyreállítása, a kiadások és az infláció csökkentése.
- Hatékonyabb adórendszer, mely által növelhető a bevétel.
- Az Újjáépítési Pénzügyi Bank gazdaságtalan hitelezési folyamatának visszafogása.
- Állami beavatkozások radikális csökkentése.
- A jen árfolyamának rögzítése az 1 $ = 360 jen árfolyamon, hogy az alacsony jenárfolyam által versenyképesen tartsák az exporttermékek árát.

## Történeti háttér
A második világháború után nem sikerült fellendíteni a gazdaságot. Még 1948 végén is jelentősen alulmúlta Japán gazdasága a háború előtti szintet. nemzetközi kereskedelemben is csak minimálisan vettek részt, ami volt az pedig jelentős mérleghiányt eredményezett. Az import kétharmada ekkor az USA-ból származott, az exportnak azonban csak negyede irányult oda. Ebből kifolyólag az a veszély állt fenn az amerikaiak nézőpontjából, hogy a kereskedelmi hiányon keresztül finanszírozzák a volt háborús ellenfél Japánt. 
Ezen kívül lényeges megemlíteni, hogy 1945 és 1948 között Japánban 700%-os infláció volt tapasztalható. Ennek oka az állami befolyás alapján hatalmas összegekkel, nem ritkán rossz megtérülési vállalati hiteleket folyósító Újjáépítési Pénzügyi Bank tevékenységére volt visszavezethető.

## Eredményesség
Az 1949-es költségvetési tervben már alkalmazták a terv utasításait. 1950-ben ugyancsak folytatták a szigorú megszorításokra épülő politikát. Mindennek azonban végül meglett az eredménye: a japán jen, illetve az árak stabilizálódtak, bár mindezek következtében várható volt egy recesszió bekövetkezése. Azonban ekkor érkezett a koreai háború, mely jelentős felvevőpiacot jelentett a japán ipar termékei számára. Japán miniszterelnöke, Josida Sigeru a koreai háború kitörését egyenest „égi kegyelem” jelének, míg a Japán Nemzeti Bank elnöke, Icsimada Naoto „isteni támogatásnak” nevezte, ami megmentheti Japánt a recessziótól.  MIndez bevált, a háború alatt a japán ipar virágzott. 1951-re sikerült megteremteni a költségvetési egyensúlyt. Csökkentették az ártámogatásokat, illetve a kormányzati kiadásokat és emellett korszerűsítették az adórendszert is. A szigorú, ámde hatékony intézkedések következtében, mire a békeegyezmény alapján Japán 1952. április 28-án visszanyerte szuverenitását, sikerült a gazdasági helyzetet stabilizálni, és lehetőség nyílt a további fejlődésre.